# Liste deutscher Bezeichnungen französischer Orte
In dieser Liste werden den Namen französischer Orte (Gegenden, Flüsse, …) ihre deutschen Bezeichnungen gegenübergestellt. Diese Namen tragen sie aus deutschsprachiger Sicht heute noch oder trugen sie zu Zeiten, als die Bevölkerung noch mehrheitlich deutschsprachig war bzw. diese Gebiete Teil des Heiligen Römischen Reiches deutscher Nation oder später des Deutschen Reiches waren.
Viele der Namen in Lothringen und im Elsass sind unter älteren Menschen der Regionen und ihrer Nachbarn noch gebräuchlich, weil sie die fränkischen bzw. alemannischen Dialekte noch beherrschen. Da die Einträge hier besonders zahlreich sind, finden diese sich in eigenen Listen. Siehe hierzu die Liste deutsch-französischer Ortsnamen im Elsass und die Liste deutsch-französischer Ortsnamen in Lothringen.
Viele französische Namen sind lediglich phonetische Umschriften der ursprünglich deutschen Bezeichnungen. Der Wortteil -weiler wurde beispielsweise oft in -willer oder -viller umgewandelt, genauso verhält es sich mit -z- (-tz-), -burg (-bourg) oder -hofen (-hoffen). Vieles blieb sogar ganz erhalten.

## Regionen, Gebirge, Flüsse etc.
| Deutsch                        | Französisch    |
| ------------------------------ | -------------- |
| Alpen                          | Alpes          |
| Angevinisches Reich            | Anjou          |
| Aquitanien                     | Aquitaine      |
| Ardennen                       | Ardennes       |
| Artesien                       | Artois         |
| Ärmelkanal                     | La Manche      |
| Arvernerland                   | Auvergne       |
| Burgund                        | Bourgogne      |
| Deutsche Nied                  | Nied Allemande |
| Dub                            | Doubs          |
| Elsass                         | Alsace         |
| Frankreich                     | France         |
| Französische Nied              | Nied française |
| Freigrafschaft Burgund         | Franche-Comté  |
| Korsika                        | Corse          |
| Lothringen                     | Lorraine       |
| Maas                           | Meuse          |
| Mörthe                         | Meurthe        |
| Mosel                          | Moselle        |
| Okzitanien                     | Occitanie      |
| Pyrenäen                       | Pyrénées       |
| Rotten (deutsch-schweizerisch) | Rhône          |
| Saar                           | Sarre          |
| Savoyen                        | Savoie         |
| Soone                          | Saône          |
| Waberland                      | Woëvre         |
| Vogesen (veraltet Wasgenwald)  | Vosges         |
| Wasgau (veraltet Wasgenwald)   | Vasgovie       |

## Französisch(sprachige) Städte und Gemeinden
| Deutsch                        | Französisch                      | Department                               | Bemerkungen                      |
| ------------------------------ | -------------------------------- | ---------------------------------------- | -------------------------------- |
| Adollen                        | Aydoilles                        | Vosges                                   |                                  |
| Allhartsberg                   | Allarmont                        | Vosges                                   |                                  |
| Altrich                        | Autrey                           | Vosges                                   |                                  |
| Amonsingen                     | Aumontzey                        | Vosges                                   |                                  |
| Andelnach                      | Andelnans                        | Territoire de Belfort                    |                                  |
| Anschatingen                   | Anjoutey                         | Territoire de Belfort                    |                                  |
| Arenz                          | Arrentès-de-Corcieux             | Vosges                                   |                                  |
| Atrecht                        | Arras                            | Pas-de-Calais                            |                                  |
| Badenweiler                    | Badonviller                      | Meurthe-et-Moselle                       |                                  |
| Badmenei                       | Badménil-aux-Bois                | Vosges                                   |                                  |
| Banweiler                      | Banvillars                       | Territoire de Belfort                    | (bis 1793 Banvillard)            |
| Bärental                       | Vallorcine                       | Haute-Savoie                             |                                  |
| Beffert                        | Belfort                          | Territoire de Belfort                    |                                  |
| Burgambach                     | Baccarat                         | Meurthe-et-Moselle                       |                                  |
| Bethweiler                     | Bethonvilliers                   | Territoire de Belfort                    |                                  |
| Birr                           | Buc                              | Territoire de Belfort                    |                                  |
| Bisanz                         | Besançon                         | Doubs                                    |                                  |
| Bissingen                      | Bessoncourt                      | Territoire de Belfort                    |                                  |
| Bissingen                      | Bussang                          | Vosges                                   | [ 1 ]                            |
| Blankenberg                    | Blâmont                          | Meurthe-et-Moselle                       |                                  |
| Blenfingen oder Plempfen       | Plainfaing                       | Vosges                                   | [ 1 ]                            |
| Blumberg                       | Florimont                        | Territoire de Belfort                    |                                  |
| Böll (auch Boringen)           | Bourogne                         | Territoire de Belfort                    |                                  |
| Boonen                         | Boulogne-sur-Mer                 | Pas-de-Calais                            |                                  |
| Borneff                        | Bourgneuf-en-Retz                | Loire-Atlantique                         |                                  |
| Brett                          | Bretagne (Territoire de Belfort) | Territoire de Belfort                    |                                  |
| Bruderbach                     | Brebotte                         | Territoire de Belfort                    |                                  |
| Brüchen                        | Bruyères                         | Vosges                                   | [ 1 ]                            |
| Brunn                          | Fontaine                         | Territoire de Belfort                    |                                  |
| Brunweiler                     | Brevilliers                      | Haute-Saône                              |                                  |
| Burgmünsterol                  | Montreux-Château                 | Territoire de Belfort                    |                                  |
| Commerchen                     | Commercy                         | Meuse                                    |                                  |
| Dattenried                     | Delle                            | Territoire de Belfort                    |                                  |
| Daun                           | Thaon-les-Vosges                 | Vosges                                   | [ 1 ]                            |
| Dision                         | Dijon                            | Côte-d’Or                                |                                  |
| Dombasel an der Mörthe         | Dombasle-sur-Meurthe             | Meurthe-et-Moselle                       |                                  |
| Dünkirchen                     | Dunkerque                        | Nord                                     |                                  |
| Dünningen (auch Duringen)      | Denney                           | Territoire de Belfort                    |                                  |
| Effian                         | Evian                            | Haute-Savoie                             |                                  |
| Eglingen                       | Eguenigue                        | Territoire de Belfort                    |                                  |
| Ellingen                       | Igney und Igney                  | Vosges/Meurthe-et-Moselle                | [ 1 ]                            |
| Elstaben                       | Etobon                           | Haute-Saône                              |                                  |
| Engelberg                      | Anglemont                        | Vosges                                   |                                  |
| Erzett                         | Archettes                        | Vosges                                   |                                  |
| Faverach                       | Faverois                         | Territoire de Belfort                    |                                  |
| Fesch (auch Witz)              | Fêche-l’Église                   | Territoire de Belfort                    |                                  |
| Fiessenen (auch Fuchsmeng)     | Foussemagne                      | Territoire de Belfort                    |                                  |
| Fress                          | Fraize                           | Vosges                                   |                                  |
| Freß                           | Frais                            | Territoire de Belfort                    |                                  |
| Frobel                         | Frapelle                         | Vosges                                   |                                  |
| Frohberg                       | Montjoie-le-Château              | Doubs                                    |                                  |
| Graswalde                      | Grenoble                         | Isère                                    |                                  |
| Geißenberg                     | Chèvremont                       | Territoire de Belfort                    |                                  |
| Gemeingut                      | Gemaingoutte                     | Vosges                                   |                                  |
| Gerhardsee                     | Gérardmer                        | Vosges                                   |                                  |
| Gilbertsweiler                 | Gerbéviller                      | Meurthe-et-Moselle                       |                                  |
| Gliers                         | Glère                            | Doubs                                    |                                  |
| Godeshofen                     | Saint-Mihiel                     | Meuse                                    |                                  |
| Granweiler                     | Grandvillars                     | Territoire de Belfort                    |                                  |
| Grauersch                      | Cravanche                        | Territoire de Belfort                    |                                  |
| Gravelingen (auch Grevelingen) | Gravelines                       | Nord                                     |                                  |
| Großbessingen                  | Bezange-la-Grande                | Meurthe-et-Moselle                       |                                  |
| Großmenglatt                   | Grosmagny                        | Territoire de Belfort                    |                                  |
| Großschaffnatt                 | Chavannes-les-Grands             | Territoire de Belfort                    |                                  |
| Guntscherach                   | Joncherey                        | Territoire de Belfort                    |                                  |
| Hahndorf                       | Vellescot                        | Territoire de Belfort                    |                                  |
| Haileweiler                    | Halloville                       | Meurthe-et-Moselle                       |                                  |
| Hebsdorf                       | Courtelevant                     | Territoire de Belfort                    |                                  |
| Herseringen                    | Herserange                       | Meurthe-et-Moselle                       |                                  |
| Herzogenbar                    | Bar-le-Duc                       | Meuse                                    |                                  |
| Hinterwessenberg               | Riervescemont                    | Territoire de Belfort                    |                                  |
| Hornenberg                     | Cornimont                        | Vosges                                   |                                  |
| Hunaldsweiler                  | Hénaménil                        | Meurthe-et-Moselle                       |                                  |
| Hussingen-Godbringen           | Hussigny-Godbrange               | Meurthe-et-Moselle                       |                                  |
| Ingelsod                       | Angeot                           | Territoire de Belfort                    |                                  |
| Imtal                          | Leval                            | Territoire de Belfort                    |                                  |
| Kales                          | Calais                           | Pas-de-Calais                            |                                  |
| Kallenberg                     | Chauvilliers                     | Doubs                                    |                                  |
| Kalonisberg                    | Châlonvillars                    | Haute-Saône                              |                                  |
| Kaltenbrunn                    | Froidefontaine                   | Territoire de Belfort                    |                                  |
| Kammerich                      | Cambrai                          | Nord                                     |                                  |
| Kamrach                        | Chambéry                         | Département Savoie                       |                                  |
| Kantelborn                     | Cantebonne                       | Meurthe-et-Moselle                       | heute eingemeindet von Villerupt |
| Kappeltscha                    | Lachapelle-sous-Chaux            | Territoire de Belfort                    |                                  |
| Kleinbrunn                     | Petitefontaine                   | Territoire de Belfort                    |                                  |
| Kleinkreuz                     | Petit-Croix                      | Territoire de Belfort                    |                                  |
| Kleinmenglatt                  | Petitmagny                       | Territoire de Belfort                    |                                  |
| Kleinschaffnatt                | Chavanatte                       | Territoire de Belfort                    |                                  |
| Kreuz (auch Krütz)             | Croix                            | Territoire de Belfort                    |                                  |
| Kurzell                        | Courcelles                       | Territoire de Belfort                    |                                  |
| Laar                           | Tiercelet                        | Meurthe-et-Moselle                       |                                  |
| Langich                        | Longwy                           | Meurthe-et-Moselle                       |                                  |
| Leyden                         | Lyon                             | Rhône                                    |                                  |
| Liebtal                        | Lebetain                         | Territoire de Belfort                    |                                  |
| Löffeldorf                     | Cunelières                       | Territoire de Belfort                    |                                  |
| Lüders                         | Lure                             | Haute-Saône                              | [ 1 ]                            |
| Lünenstadt (auch Lünstadt)     | Lunéville                        | Meurthe-et-Moselle                       |                                  |
| Lützel                         | Lusse                            | Vosges                                   |                                  |
| Malzheim                       | Malzéville                       | Meurthe-et-Moselle                       | [ 1 ]                            |
| Marbach an der Mosel           | Marbache                         | Meurthe-et-Moselle                       |                                  |
| Massilien                      | Marseille                        | Bouches-du-Rhône                         |                                  |
| Miningen                       | Menoncourt                       | Territoire de Belfort                    |                                  |
| Miserach                       | Méziré                           | Territoire de Belfort                    |                                  |
| Mittelmünster                  | Moyenmoutier                     | Vosges                                   |                                  |
| Mömpelgard                     | Montbéliard                      | Doubs                                    |                                  |
| Mörlingen                      | Meroux                           | Territoire de Belfort                    |                                  |
| Mussenbrück (auch Moselbrück)  | Pont-à-Mousson                   | Meurthe-et-Moselle                       |                                  |
| Nanzig                         | Nancy                            | Meurthe-et-Moselle                       |                                  |
| Neuenburg                      | Neufchâteau                      | Vosges                                   |                                  |
| Neuweiler                      | Novillard                        | Territoire de Belfort                    |                                  |
| Nieder-Assel                   | Auxelles-Bas                     | Territoire de Belfort                    |                                  |
| Niederstaufen                  | Etueffont-Bas                    | Territoire de Belfort                    |                                  |
| Nizza                          | Nice                             | Alpes-Maritimes                          |                                  |
| Ober-Assel                     | Auxelles-Haut                    | Territoire de Belfort                    |                                  |
| Oberstaufen                    | Etueffont-Haut                   | Territoire de Belfort                    |                                  |
| Ober-Sankt Störgen             | Saint-Dizier-l’Évêque            | Territoire de Belfort                    |                                  |
| Offemundt                      | Offemont                         | Territoire de Belfort                    |                                  |
| Owelingen                      | Ban-de-Laveline                  | Vosges                                   |                                  |
| Passewang                      | Passavant                        | Doubs                                    |                                  |
| Pfefferhausen                  | Pérouse                          | Territoire de Belfort                    |                                  |
| Pfeffingen                     | Phaffans                         | Territoire de Belfort                    |                                  |
| Pfiffers                       | Provenchères-sur-Fave            | Vosges                                   | [ 1 ]                            |
| Plänndtschier                  | Plancher-les-Mines               | Haute-Saône                              |                                  |
| Plumbers                       | Plombières-les-Bains             | Vosges                                   |                                  |
| Rambersweiler                  | Rambervillers                    | Vosges                                   |                                  |
| Raon am Zoll                   | Raon-l’Étape                     | Vosges                                   |                                  |
| Reimersberg                    | Remiremont                       | Vosges                                   | auch Rumsberg oder Romberg       |
| Renach                         | Raynans                          | Doubs                                    |                                  |
| Rispach                        | Reppe                            | Territoire de Belfort                    |                                  |
| Ropach                         | Roppe                            | Territoire de Belfort                    |                                  |
| Röschlach                      | Réchésy                          | Territoire de Belfort                    |                                  |
| Rotenberg                      | Rougemont-le-Château             | Territoire de Belfort                    |                                  |
| Rudaburg                       | Rouen                            | Seine-Maritime                           |                                  |
| Rudelingen                     | Fraize                           | Vosges                                   | [ 1 ]                            |
| Rumsberg                       | Remiremont                       | Vosges                                   |                                  |
| Ryssel                         | Lille                            | Nord                                     |                                  |
| Sankt Didel oder Sankt Diedolt | Saint-Dié-des-Vosges             | Vosges                                   |                                  |
| Sankt Leonhard                 | Saint-Léonard                    | Vosges                                   |                                  |
| Sankt Magdalenen im Engental   | Lamadeleine-Val-des-Anges        | Territoire de Belfort                    |                                  |
| Sankt Störgen im Tal           | Saint-Dizier-l’Évêque            | Territoire de Belfort                    |                                  |
| Schert                         | Essert                           | Territoire de Belfort                    |                                  |
| Schermenei                     | Giromagny                        | Territoire de Belfort                    |                                  |
| Schwerz                        | Suarce                           | Territoire de Belfort                    |                                  |
| Sechsweiler                    | Villersexel                      | Haute-Saône                              |                                  |
| Sonne                          | Saulnes                          | Meurthe-et-Moselle                       |                                  |
| Sood/Soda                      | Lepuix & Lepuix-Neuf             | Territoire de Belfort                    |                                  |
| Spinal/Spinneln                | Épinal                           | Vosges                                   |                                  |
| Staufen                        | Étueffont                        | Territoire de Belfort                    |                                  |
| Stein                          | Étain                            | Meuse                                    | [ 1 ]                            |
| Steinhausen                    | Stainville                       | Meuse                                    | [ 1 ]                            |
| Sulz                           | Soulce                           | Doubs                                    |                                  |
| Taningen                       | Taninges                         | Haute-Savoie                             |                                  |
| Thiel                          | Thil                             | Meurthe-et-Moselle                       |                                  |
| Tholosen                       | Toulouse                         | Haute-Garonne                            |                                  |
| Trosteldingen                  | Trétudans                        | Territoire de Belfort                    |                                  |
| Tsamonyn                       | Chamonix                         | Haute-Savoie                             |                                  |
| Tull                           | Toul                             | Meurthe-et-Moselle                       |                                  |
| Vetsch                         | Fesches-le-Châtel                | Doubs                                    |                                  |
| Wedau                          | Valdoie                          | Territoire de Belfort                    |                                  |
| Waltersberg                    | Vauthiermont                     | Territoire de Belfort                    |                                  |
| Weiden                         | Evette                           | Territoire de Belfort                    |                                  |
| Weißenbach                     | Wisembach                        | Vosges                                   |                                  |
| Welschenach                    | Romagny-sous-Rougemont           | Territoire de Belfort                    |                                  |
| Welschengrün                   | Grosne                           | Territoire de Belfort                    |                                  |
| Welschenkappel                 | Lachapelle-sous-Rougemont        | Territoire de Belfort                    |                                  |
| Welschennest                   | Bourg-sous-Châtelet              | Territoire de Belfort                    |                                  |
| Welschmorzweiler/Morsweiler    | Morvillars                       | Territoire de Belfort                    |                                  |
| Wesel                          | Vesoul                           | Haute-Saône                              |                                  |
| Wessenberg                     | Vescemont                        | Territoire de Belfort                    |                                  |
| Wieswald                       | Vézelois                         | Territoire de Belfort                    |                                  |
| Wien im Delfinat               | Vienne                           | Département Isère                        | [ 2 ]                            |
| Wirt(t)en/Vierten              | Verdun                           | Meuse                                    |                                  |
| Woll                           | La Bresse                        | Vosges                                   | [ 1 ]                            |
| Würtringen                     | Vétrigne                         | Territoire de Belfort                    |                                  |
| Zarmweiler                     | Charmois / Charmois              | Meurthe-et-Moselle/Territoire de Belfort |                                  |
| Ziegenberg                     | Chèvremont                       | Territoire de Belfort                    |                                  |
| Zureichen                      | Eschêne                          | Territoire de Belfort                    |                                  |